# ميليسا رولاند
ميليسا رولاند (بالإنجليزية: Melissa Rowland)‏ هي لاعبة كرة الشبكة أسترالية، ولدت في 18 مايو 1989.